# هاينز شومان
هاينز شومان (بالألمانية: Heinz Schumann)‏ هو منافس ألعاب قوى ألماني، ولد في 6 أغسطس 1936 في ساو باولو في البرازيل.

## وصلات خارجية
- هاينز شومان على موقع الاتحاد الدولي لألعاب القوى (الإنجليزية)
- هاينز شومان على موقع أوليمبيديا (الإنجليزية)